# Inferno (Entombedov album)
Inferno osmi je studijski album švedskog death metal-sastava Entombed. Diskografska kuća Music for Nations objavila ga je 4. kolovoza 2003. Posljednji je Entombedov album na kojem su se pojavili gitarist Uffe Cederlund, basist Jörgen Sandström i bubnjar Peter Stjärnvind.

## Popis pjesama
Tekstovi: Alex Hellid, Jörgen Sandström, Uffe Cederlund. 
| 1.    | »Retaliation«                           | 3:55 |
| 2.    | »The Fix Is In«                         | 3:15 |
| 3.    | »Incinerator«                           | 3:00 |
| 4.    | »Children of the Underworld«            | 4:04 |
| 5.    | »That's When I Became a Satanist«       | 3:02 |
| 6.    | »Nobodaddy«                             | 3:01 |
| 7.    | »Intermission« (instrumentalna skladba) | 2:10 |
| 8.    | »Young & Dead«                          | 3:05 |
| 9.    | »Descent into Inferno«                  | 4:45 |
| 10.   | »Public Burning«                        | 3:41 |
| 11.   | »Flexing Muscles«                       | 4:00 |
| 12.   | »Skeleton of Steel«                     | 3:07 |
| 13.   | »Night for Day«                         | 4:48 |
| 45:53 |                                         |      |

## Zasluge
Entombed
- L-G Petrov – vokal, glasovir
- Alex Hellid – gitara, grafički dizajn, dizajn
- Jörgen Sandström – bas-gitara
- Uffe Cederlund – gitara
- Peter Stjärnvind – bubnjevi

Ostalo osoblje
- Pelle "Wigwam" Gunnerfeldt – produkcija, inženjer zvuka, miks
- Hoffe Stannow – mastering
- Calle Olsson – inženjer zvuka (asistent)
- Johan Gustafsson – inženjer zvuka (asistent)
- Dick Aschenbrenner – grafički dizajn, dizajn
- Anna Ledin Ehrencrona – fotografije